# 극동병원역

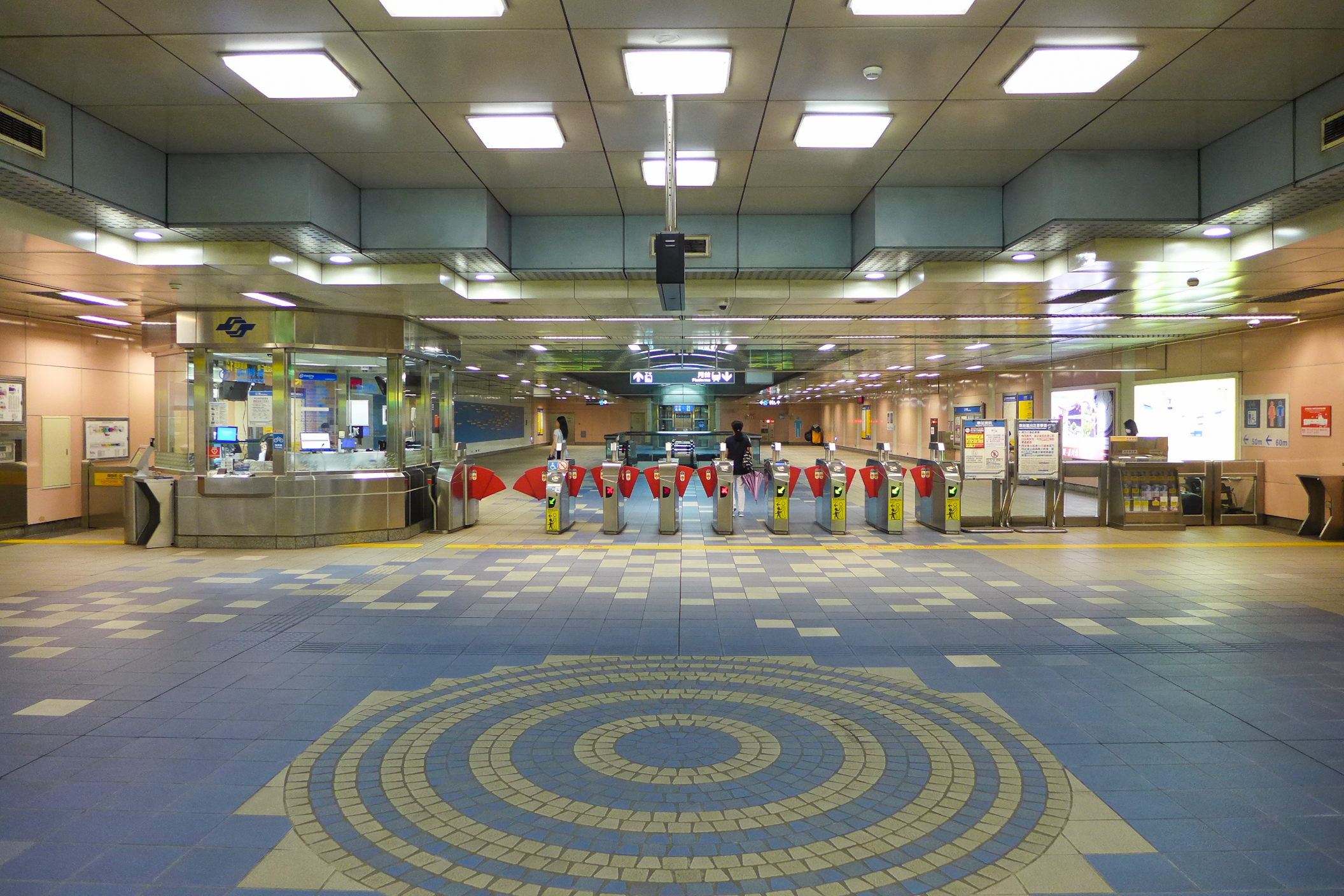
개집표기

극동병원역(중국어 정체자: 亞東醫院站, 한자음: 아동병원참, 영어: Far Eastern Hospital station)은 타이완 신베이시 반차오구에 위치한 역이다. 타이베이 첩운 반난선(투청선)이 운행되고 있으며, 향후 신베이 첩운 타이산 반차오 경궤가 계획되어 있다.
투청 기기공장은 본역과 하이산역 사이에 서쪽 분기선에 있다.

## 개요
역은 신베이시 반차오구 난야 남로(南雅南路) 2단 17호에 위치하고 있으며, 역 번호는 BL05이다. 역명은 원래 현지 지명인 난쯔(湳子)로 정했지만 개통되기 전 역명을 인근의 극동병원(중국어: 亞東紀念醫院, 한자음: 아동기념병원)으로 바꿨고, 영어 번역은 병원의 공식 영어명을 따서 Far Eastern Hospital으로 정했다.

## 역 구조
지하 2층에 1개의 섬식 승강장과 3개의 출구가 있으며, 승강장에는 난간형 스크린도어가 설치되어 있다.

### 층별 구조
| 지면     | 출구                            | 출구                                                     |
| 지하 1층 | 대합실                          | 안내소, 자동매표기, 개집표기                             |
| 지하 1층 | 대합실                          | 화장실(역 북쪽 유료 구역 밖)                             |
| 지하 2층 | 1번 승강장                      | ← 반난선 난강전람관 방면 (BL06 푸중)                     |
| 지하 2층 | 섬식 승강장, 왼쪽 출입문이 열림 |                                                          |
| 지하 2층 | 2번 승강장                      | 반난선 딩푸 방면(BL04 하이산) → 반난선 하차전용 승강장 → |

### 출구
1,2번 출구는 역 서쪽 끝에, 3번 출구는 역 동쪽 끝에 위치하며, 무장애 앨리베이터는 3번 출구에 있다.
| 출구             | 사진 | 위치                                |
| ---------------- | ---- | ----------------------------------- |
| 틀:첩운출입구    |      | 난야 남로(난야 남로 2단 북측)       |
| 틀:첩운출입구    |      | 중양로1단 (난야 남로 2단 북측)      |
| 틀:첩운출입구    |      | 극동병원과 연결(난야 남로 2단 남측) |
| 틀:첩운출입구/註 |      |                                     |

## 역사
- 2006년 5월 31일: 반차오선 《신푸－푸중》 구간과 투청선 《푸중－융닝》 구간이 정식으로 개통됨에 따라 개장.[2](p. 330)
- 2015년 12월 2일: 난간형 스크린도어가 정식으로 가동.
- 2016년 4월 1일: 극동병원와 연결로 개통.[3][4]
- 2020년 3월 15일: 본역 2번 출구가 에스컬레이터 증설 공사에 맞춰 당일부터 잠정 폐쇄되었다.[주 1][5][6][7]
- 2021년 1월 31일: 본 역의 리셋으로 2번 출구가 재개장되었다.

## 역 주변

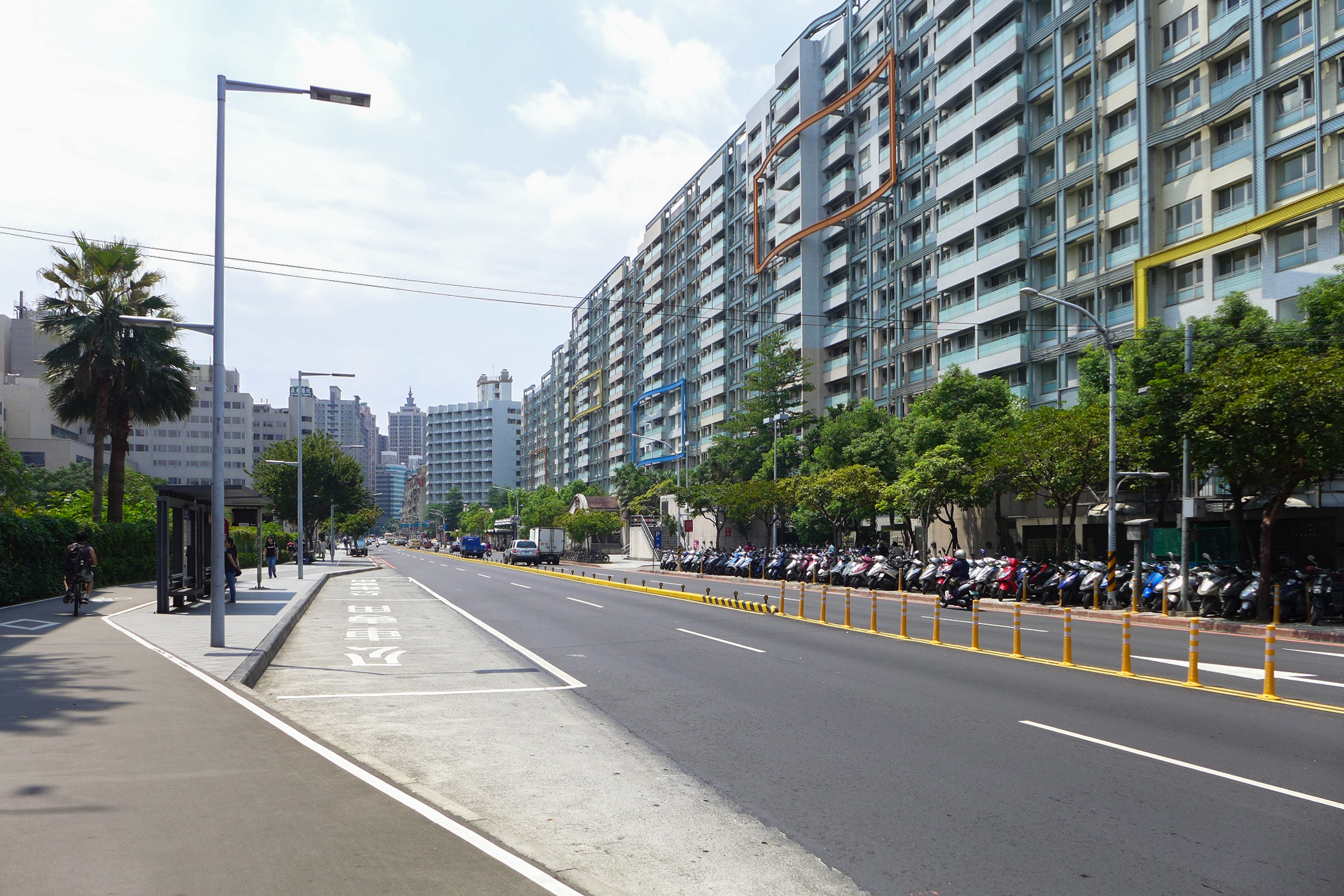
난야 남로 2단 및 위안양 캘리포니아

- 의료재단법인 서원지 선생 의약재단 극동기념병원
- 극동 골프장(遠東高爾夫球場)
- 동아시아 과학기술학원
- 타이베이 극동 통신 단지(台北遠東通訊園區)
- 신베이 시립도서관(본관)
- 신베이시 소방서
- 신베이시 공공자전거 대여시스템 첩운 극동병원역(2번 출구)
- 난쯔거우 자전거길
- 첩운 투청 기기공장
- 자제기금회 반차오 회소
- 신베이시 사립 유장 고급공상직업학교
- A마트(愛買) 난야점
- 신북시 사립 광화 상업직업연수학교
- 푸저우교(浮洲橋)
- 반차오 난야 야시장(板橋湳雅夜市)

## 인접역
| 타이베이 첩운 반난선 | 타이베이 첩운 반난선                                    | 타이베이 첩운 반난선 |
| -------------------- | ------------------------------------------------------- | -------------------- |
| 푸중 난강전람관 방면 | 타이베이 첩운 반난선(투청선) “난강전람관-딩푸” 열차     | 하이산 딩푸 방면     |
| 푸중 난강전람관 방면 | 타이베이 첩운 반난선(투청선) “난강전람관-극동병원” 열차 | 시·종착역            |

### 주해
1. ↑  원래 2020년 2월 15일로 예정됐던 에스컬레이터 공사는 신종 코로나바이러스 감염증(코로나19) 여파로 한 달 연기됐다.

### 인용문
1. ↑  “臺北捷運車站站名增加編號作業 已完成初步設計 近期報請市府核定 預計明年8月前全面更新” (보도 자료) (중국어 (대만)). 台北捷運. 2016년 4월 11일. 2016년 4월 11일에 원본 문서에서 보존된 문서. 2016년 4월 11일에 확인함.
2. ↑  徐榮崇 (2015年12月). 《續修臺北市志  卷五 交通志 捷運篇》. 臺北市文獻委員會. ISBN 9789860469875. 2020년 12월 7일에 원본 문서에서 보존된 문서. 2020년 1월 4일에 확인함.
3. ↑  全台首條！「亞東醫院捷運連通道」啟用 보관됨 2021-01-06 - 웨이백 머신，新頭殼，2016.03.31，19:46。
4. ↑  〈台北都會〉新北第一條！ 醫院捷運連通道啟用[깨진 링크]，自由時報，記者何玉華，2016年04月01日。
5. ↑  捷運亞東醫院站2號出入口自109年2月15日起封閉施工 進行電扶梯改善工程，臺北大眾捷運股份有限公司。
6. ↑  捷運板南線亞東醫院站原訂於109年2月15日凌晨零時起，暫時封閉2號出入口辦理IYZX02標車站出入口電扶梯電梯中期改善工程事宜，為因應新型冠狀病毒疫情影響電扶梯生產期程，將延至109年3月15日辦理。 보관됨 2021-01-06 - 웨이백 머신，臺北市政府捷運工程局。
7. ↑  捷運亞東醫院2號出口 周六起封閉加裝電扶梯，聯合報，記者翁浩然，台北即時報導 ，2020-02-10 15:34。